# David Puclin
David Puclin (Čakovec, 17 juni 1992) is een Kroatisch voetballer die als doorgaans als verdedigende middenvelder speelt.

## Loopbaan
Puclin begon bij NK Međimurje uit zijn geboorteplaats. Hij zat kort bij de hoger spelende clubs Varteks Varaždin en HNK Gorica maar keerde weer terug bij Međimurje. In het seizoen 2014/15 speelde hij bij HNK Šibenik in de 3. HNL-Zuid. Hierna speelde hij een seizoen in de Duitse Regionalliga voor 1. FC Saarbrücken. Bij NK Istra 1961 kwam hij op het hoogste niveau in Kroatië, de 1. HNL, te spelen. Tussen 2018 en 2020 speelde hij op dat niveau voor NK Slaven Belupo Koprivnica. Medio 2020 ging Puclin naar het Oekraïense FC Vorskla Poltava dat uitkwam in de Premjer Liha. Vanwege speciale regelgeving voor voetballers vanwege de Russische invasie van Oekraïne in 2022, kon hij vanaf april uitkomen voor ADO Den Haag. Hierna werd hij verhuurd aan NK Varaždin. In 2023 ging hij naar de Chinese club Nantong Zhiyun.